# Gouécourt
Gouécourt est une ancienne commune française des Vosges. La commune a existé de la fin du XVIIIe siècle jusqu'en 1965.

## Histoire
En 1965, la commune fusionne avec celle de Moncel-et-Happoncourt pour former la nouvelle commune de Moncel-sur-Vair,.

## Démographie
| 1856 | 1861 | 1866 | 1876 | 1881 | 1886 | 1891 | 1896 | 1901 |
| ---- | ---- | ---- | ---- | ---- | ---- | ---- | ---- | ---- |
| 99   | 117  | 115  | 108  | 96   | 114  | 92   | 94   | 82   |

| 1906 | 1911 | 1921 | 1926 | 1931 | 1936 | 1946 | 1954 | 1962 |
| ---- | ---- | ---- | ---- | ---- | ---- | ---- | ---- | ---- |
| 89   | 76   | 73   | 66   | 55   | 54   | 59   | 46   | 49   |